# Oenopia lyncea lyncea
Oenopia lyncea lyncea é uma subespécie de insetos coleópteros polífagos pertencente à família Coccinellidae.
A autoridade científica da subespécie é Olivier, tendo sido descrita no ano de 1808.
Trata-se de uma subespécie presente no território português.